# Гайдудорозька архієпархія
Гайдудорозька архієпархія (лат. Archieparchia Haidudoroghensis) — архієпархія Угорської греко-католицької церкви в Угорщині від м. Гайдудороґ, у північно-східній частині угорської низовини, першого осідку єпархії.

## Історія
Гайдудорозька єпархія була створена 1912 року Францом Йосифом І під тиском угорського уряду і затверджена Пієм X. До складу її входило 162 парафії. Вірні Гайдудорозької єпархії — угорці східного обряду, переважно нащадки мадяризованих русинів-українців, які компактними островами і в діаспорі жили в північно-східній частині Угорщини, продовжуючи закарпатські українські поселення в Паннонській низовині.
У 17—18 ст. серед них існувала ще «руська» національна свідомість і деякі форми власного культурного життя. Угорщення охопило їх повністю у 19 ст., руйнуючи рештки самобутности в церковно-слов'янській мові та церковній організації. В кінці 19 століття серед мадяризованого кліру й світської інтелігенції почався підтриманий угорським урядом рух за запровадження угорської богослужбової мови в мадяризованих парафіях та за відокремлення їх від українських мукачівської і пряшівської єпархій. Проте в Римі таких ініціатив не підтримували. Перший переклад Літургії Івана Золотоустого угорською з'явився у 1795 році, а протягом ХІХ століття було ще кілька видань.

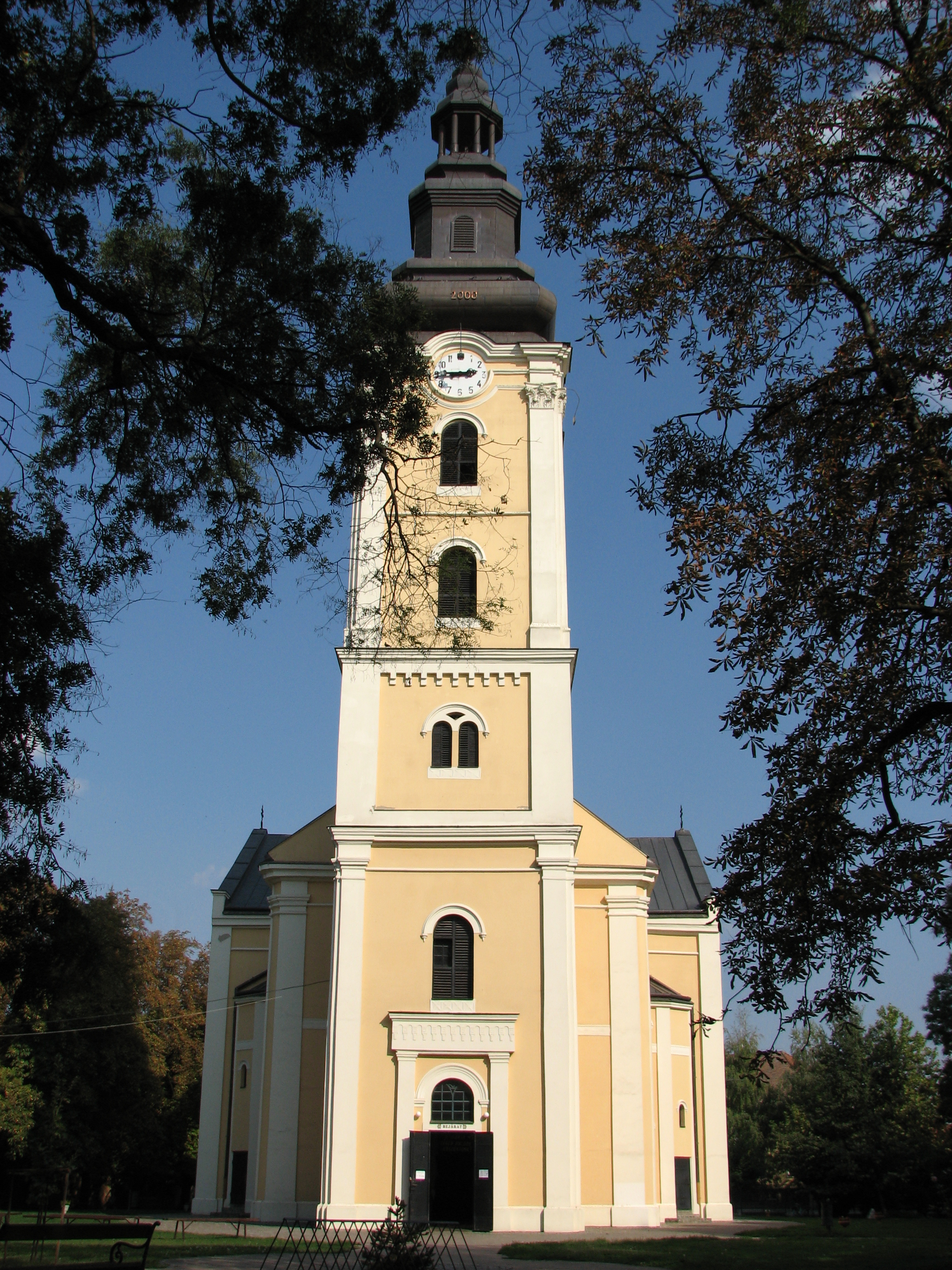
Собор Введення в храм Пресвятої Богородиці, Гайдудороґ

У 1863-му в Гайдудорозі група угорців зібралася на нараду і написала листа до Мукачівського єпископа з проханням дозволити відправляти богослужіння угорською мовою. Але ні владика Василь Попович, ні Апостольська столиця, куди він передав прохання, цього не дозволили. У 1866 році Рим «суворо заборонив» мадяризацію богослужінь. Проте вже у 1873 році за підтримки світських володарів був заснований мадярський Гайдудорозький вікаріат із 33 парафій, в яких неофіційно відправляли угорською. У 1896 році Рим знову офіційно заборонив мадярські богослужбові книги. Ситуація почала дещо змінюватись після масового паломництва угорських греко-католиків до Рима в 1900 році. Надія зажевріла, проте Рим формально й далі заборони не скасовував, а українці, які жили на території вікаріату, протестували проти заміни церковнослов'янської угорською.
Угорська мова була запроваджена в богослужбу без схвалення Риму. Канонізуючи Гайдудорозьку єпархію, Пій Х затвердив для нової єпархії старогрецьку мову як літургічну з паралельним вживанням угорської (як, наприклад, в латинській церкві). Одначе угорські греко-католики запровадили тільки угорську мову. До складу Гайдудорозької єпархії спочатку входили 162 парохії, з них 8 вилучених із пряшівської, 70 з мукачівської, а 83 з румунської єпархії у Трансільванії. Після 1919 р. більшість румунських парохій опинилася в Румунії, так що тепер до складу Гайдудорозької єпархії належать переважно парохії, які входили колись до складу українських єпархій. Число угорських греко-католиків 1930 року було 201 000 (2,3 % населення), переважно у Гайдудорозькій єпархії і частково в апостольській адміністратурі у Мішкольці.
9 квітня 1934 Конгрегація у справах східних церков, враховуючи результати Тріанонського договору, видала декрет «Apostolica sedes», яким, передав 67 румуномовних парафій Гайдудорогскої єпархії Румунської греко-католицької церкви, зокрема 35 парафій архиєпархії Фагараша і Алби-Юлії, 22 парафій єпархії Ораді і 10 парафій єпархії Марамуреш.
5 березня 2011 Конгрегація у справах східних церков випустила декрет «Ut aptius spirituali», яким передала 29 парафій Гайдудорозької єпархії апостольському екзарахату у Мішкольці.

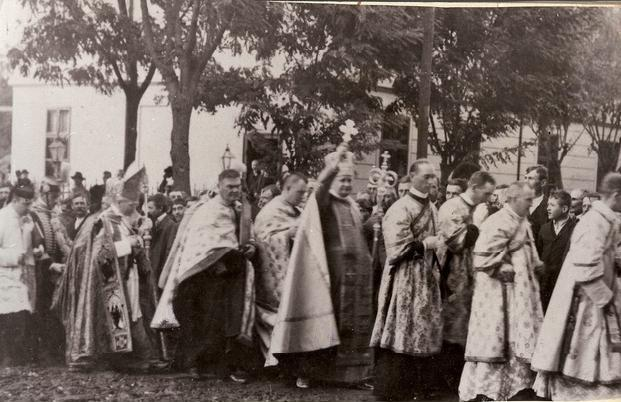
Після посвячення першого єпископа Стефана Міклошія, світлина 1913

Першим єпископом Гайдудорозької єпархії був Стефан Міклошій, а його наступником став єпископ Миколай Дудаш (1939—1972), що був одночасно апостольським адміністратором у Мішкольці.
20 березня 2015 року Папа Римський Франциск підняв Угорську греко-католицьку церкву до рангу митрополичої. Гайдудорозька єпархія стала архієпархією, Мішкольцький екзархат — єпархією і, крім того, створено ще одну єпархію в Ньїредьгазі, виокремивши її з території дотеперішньої Гайдудорозької єпархії.

## Ординарій єпархії
- єпископ Стефан Міклошій †(23 червня 1913 — 30 жовтня 1937);
- єпископ Міклош Дудаш ЧСВВ †(25 березня 1939 — 15 липня 1972);
- єпископ Імре Тимко †(7 січня 1975 — 30 березня 1988);
- єпископ Сілард Керестеш (30 червня 1988 — 10 листопада 2007);
- архієпископ Петер Фюлеп Кочиш (з 2 травня 2008).

## Статистика єпархії
За даними Annuario Pontificio станом на 2013 рік Гайдудорозька єпархія налічувала 125 парафій, 195 священиків і близько 271 тисяч вірян.
| Рік  | Населення     | Населення | Населення | Священики | Священики        | Священики         | Священики                            | Диякони | Ченці    | Ченці | Парафії |
| Рік  | Вірні єпархії | Всього    | %         | Всього    | Біле духовенство | Чорне духовенство | Кількість вірних на одного священика | Диякони | Чоловіки | Жінки | Парафії |
| ---- | ------------- | --------- | --------- | --------- | ---------------- | ----------------- | ------------------------------------ | ------- | -------- | ----- | ------- |
| 1948 | 195.440       | 3.038.342 | 6,4       | 180       | 165              | 15                | 1.085                                |         | 20       | 18    | 107     |
| 1969 | 245.000       | 4.539.000 | 5,4       | 198       | 189              | 9                 | 1.237                                |         | 9        |       | 122     |
| 1980 | 300.000       | ?         | ?         | 162       | 162              |                   | 1.851                                |         |          | 14    | 126     |
| 1990 | 250.000       | ?         | ?         | 191       | 186              | 5                 | 1.308                                |         | 6        | 18    | 131     |
| 1999 | 253.000       | ?         | ?         | 192       | 187              | 5                 | 1.317                                |         | 9        | 16    | 140     |
| 2000 | 253.000       | ?         | ?         | 187       | 181              | 6                 | 1.352                                |         | 7        | 16    | 139     |
| 2001 | 253.000       | ?         | ?         | 177       | 171              | 6                 | 1.429                                |         | 7        | 16    | 139     |
| 2002 | 253.000       | ?         | ?         | 194       | 186              | 8                 | 1.304                                | 1       | 9        | 16    | 143     |
| 2003 | 248.987       | ?         | ?         | 210       | 202              | 8                 | 1.185                                | 1       | 10       | 13    | 147     |
| 2004 | 248.987       | ?         | ?         | 210       | 204              | 6                 | 1.185                                |         | 8        | 13    | 147     |
| 2006 | 270.000       | ?         | ?         | 222       | 216              | 6                 | 1.216                                | 2       | 10       | 11    | 145     |
| 2009 | 270.000       | ?         | ?         | 231       | 224              | 7                 | 1.168                                |         | 9        | 6     | 148     |
| 2013 | 270.000       | ?         | ?         | ?         | 186              | 8                 | ?                                    |         | ?        | ?     | 125     |